# Naravni rezervat Mali plac
Naravni rezervat Mali plac (nekdaj tudi Mali blatec) je barje s površino okrog 2 ha. Leži na nadmorski višini 310 m, na osamelcu Kostanjevica v bližini kraja Bevke na Ljubljanskem barju. 

## Naravni rezervat
Je edini živi ostanek nekdanjega šotnomahovnega Ljubljanskega barja, ki je svojo podobo spremenilo zaradi izsuševanja in gospodarskega izkoriščanja šote v preteklih stoletjih. Živega barja, kjer bi trajno zastajala voda ter bi se v njej tvorila šota, skorajda ni.  Za naravni rezervat je bil razglašen 1994. 

## Rastlinstvo
V Jurčevem šotišču (naravni spomenik) rastejo številne endemične rastlinske vrste:
- šotni mah (omogoča nastajanje šotnih plasti, v idealnih pogojih le 80 cm v 1000 letih),
- rosika
  - okroglolistna rosika (ena od treh mesojedih rosik v Sloveniji, ki raste na šotnih barjih v simbiozi s srednjelistno rosiko),
  - srednjelistna rosika,
- vitki munec,
- navadna rožmarinka,
- dlakova mahovnica,
- različni šaši.

## Živalstvo
- želva močvirska sklednica (zaradi izsuševanja mokrišč sodi med najbolj ogrožene vrste, zavarovana je bila že leta 1920)
- vodni pupki
- kačji pastirji
- različne vrste žab
- redke vrste močvirskih ptic, tudi ujed